# Cuneiform Digital Library Initiative
La Cuneiform Digital Library Initiative (CDLI) est une bibliothèque numérique internationale sans but lucratif visant à mettre à disposition en ligne environ 500 000 tablettes cunéiformes datant d'environ 3350 av. J.-C. jusqu'à la fin de l'ère pré-chrétienne. On y retrouve aussi plusieurs objets avec des inscriptions en cunéiforme, entre autres les sceaux cylindriques et coniques. Les directeurs principaux sont Émilie Pagé-Perron de l'université d'York, Jürgen Renn de l'Institut Max-Planck, Jacob L. Dahl (Université d'Oxford) et Bertrand Lafont (CNRS).

## Historique
Le projet commence en 1998, co-fondé par Robert K. Englund (en) et Peter Damerow. Le projet obtient son premier financement du National Endowment for the Humanities et de la Digital Library Initiative de la National Science Foundation (NSF) pour la période 2000-2003. Il s'agissait dans un premier temps de numériser et mettre en ligne les collections du Vorderasiatisches Museum (2001), de l'Institut catholique de Paris (2002), du musée de l'Ermitage et du Phoebe A. Hearst Museum of Anthropology (2003), ainsi que le University of Pennsylvania Museum of Archaeology and Anthropology. De 2004 à 2006, financé par le National Endowment for the Humanities (NEH) et l'Institute of Museum and Library Services, le projet s'est concentré sur la mise en place de nouveaux composants éducatifs et d'un meilleur accès aux données.
Mais le projet s'est vraiment développé avec le lancement de la collaboration “Créer une bibliothèque numérique cunéiforme soutenable”, financée par la fondation Andrew W. Mellon, en avril 2009. La fondation continue de financer le CDLI depuis ce temps et s'ajoute le Fell Fund (2013-2015).

## Le CDLI:wiki
Il existe un Wiki pour leur propre site, dans l’optique de le rendre collaboratif et ouvert. Par souci de contenu scientifique, il faut écrire aux administrateurs du wiki afin d’être approuvé pour modifier les articles. On y trouve trois grandes sections, l’encyclopédie, les outils et les ressources, incluant différentes façons de numériser les objets qui pourraient être ajoutés à la base de données du CDLI.
Le CDLI offre non seulement des textes anciens, mais également une multitude d’outils pour aider à les interpréter, les analyser, les photographier afin de contribuer soi-même à l’ajout de textes. Sur le CDLI : wiki, on retrouve notamment une section d’outils, incluant ceux pour les bibliographies, les collections de cunéiforme et leurs lieux d’entreposage, des chronologies, les systèmes d’écriture, les typologies de textes, des chiffres et la métrologie en plus des outils liés à la géographie.
| Organisme                                                   | Université                                 | Ville             | Pays                 |
| Ashmolean Museum                                            |                                            | Oxford            | UK                   |
| Bibliothèque nationale et universitaire de Strasbourg       | Université de Strasbourg                   | Strasbourg        | France               |
| British Museum                                              |                                            | Londres           | UK                   |
| Carlos Museum                                               | Emory University                           | Atlanta           | USA                  |
| Charles University                                          | Charles University                         | Prague            | République tchèque   |
| Columbia University Libraries                               |                                            | New York          | USA                  |
| Cornell University—Kroch Library                            | Cornell University                         | Ithaca            | USA                  |
| Cornell University—Near Eastern Studies                     | Cornell University                         | Ithaca            | USA                  |
| Free Library of Philadelphia                                |                                            | Philadelphie      | USA                  |
| Hearst Museum of Anthropology                               | University of California                   | Berkeley          | USA                  |
| Musée de l'Ermitage                                         |                                            | Saint-Pétersbourg | Fédération de Russie |
| Horn Museum                                                 | Andrews University                         | Berrien Springs   | USA                  |
| Institut catholique de Paris                                |                                            | Paris             | France               |
| Collection Böhl, Institut néerlandais pour le Proche-Orient | Université de Leyde                        | Leyde             | Pays-Bas             |
| Iraq Museum                                                 |                                            | Bagdad            | Irak                 |
| Israel Museum                                               |                                            | Jérusalem         | Israël               |
| John Rylands Library                                        |                                            | Manchester        | UK                   |
| Kelsey Museum of Archaeology                                | University of Michigan                     | Ann Arbor         | USA                  |
| Musée du Louvre                                             |                                            | Paris             | France               |
| Musées d’art et d’histoire                                  |                                            | Genève            | Suisse               |
| Musées royaux d'art et d'histoire                           |                                            | Bruxelles         | Belgique             |
| Museo di Antichità                                          |                                            | Turin             | Italie               |
| Musée de Montserrat                                         |                                            | Barcelone         | Espagne              |
| National Museums Scotland                                   |                                            | Édimbourg         | UK                   |
| New York Public Library                                     |                                            | New York          | USA                  |
| Oriental Institute                                          | University of Chicago                      | Chicago           | USA                  |
| Penn Museum                                                 |                                            | Philadelphie      | USA                  |
| Princeton Theological Seminary                              |                                            | Princeton         | USA                  |
| Rosicrucian Egyptian Museum                                 |                                            | San Jose          | USA                  |
| Schøyen Collection                                          |                                            | Oslo              | Norvège              |
| Semitic Museum                                              | Harvard                                    | Cambridge         | USA                  |
| Spurlock Museum                                             | University of Illinois at Urbana-Champaign | Illinois          | USA                  |
| Syrian National Museums                                     |                                            | Damas             | Syrie                |
| USC Archaeological Research Collection                      |                                            | Los Angeles       | USA                  |
| Walters Art Museum                                          |                                            | Baltimore         | USA                  |
| World Museum                                                |                                            | Liverpool         | UK                   |

## Objectifs
Le CDLI souscrit à un effort mondial de décodage des langues sumérienne et akkadienne, car celles-ci, contrairement à la majorité des langues écrites, ont existé durant trois millénaires av. J.-C. et n’ont pas de source commune à d’autres langues. Elles sont isolées et n’ont pas de dictionnaire complet ou de manière standardisée de représenter les symboles, ce à quoi le CDLI cherche à pallier. De plus, étant donné que les tablettes et objets inscrits sont dispersés autant dans les collections d’universités et de musées que celles privées, le web offre un accès à cette littérature, jusqu’ici inégalée. Peu de gens ou scientifiques ont le temps et le budget pour se déplacer partout, seulement pour avoir les tablettes dans les mains et les déchiffrer, surtout à une ère où le numérique est en effervescence. 
Le site a pour but de partager les savoirs à long terme, autant par les translittérations que les traductions, de là l’importance de la collaboration pour une meilleure pérennité. De plus, ces textes ont été écrits sur des tablettes et non du papier, afin d’être lus et remémorés, et devenir immortels par l’écriture ajoute Rachel Galvin, pour ne nommer qu’elle. Un des récits les plus célèbres, l’épopée de Gilgamesh, porte d’ailleurs sur la quête de l’immortalité, thème très important au Proche-Orient ancien.
Afin de reproduire le plus fidèlement possible les objets, plusieurs techniques d'imagerie numérique sont exploitées depuis les débuts du CDLI, dont le format XML, RTI en plus de méthodes spécialisées pour les sceaux cylindriques et objets coniques. (Voir paragraphe technique de numérisation) Ces techniques incluent des fichiers riches en annotations en plus d’un usage facile pour visionner les images, sans besoin de télécharger de logiciel spécialisé pour les images de très haute résolution. Elles permettent entre autres de changer les points d’éclairage en pointant le curseur et aller au-delà de la vision 2D d’une simple photographie. 
La tablette étant le plus souvent faite d’argile non cuite et ayant été entaillée par des pointes de roseau, des nuances dans la profondeur des entailles pouvaient être perdues. De plus, dépendamment de l’étude faite, il est appréciable d’avoir une vue globale des tablettes, incluant tous les côtés, en plus des surfaces du dessus et de l’arrière, comportant souvent d’autres indices historiques non appréhensibles par la retranscription ou la photo 2D. Ces images sont le plus souvent accompagnées de translittérations en plus de traductions en anglais ou français et plus des notes et choix d’interprétation des symboles ou traductions. L’interprétation peut grandement varier, puisque chaque symbole a plusieurs définitions, selon le contexte.

### Projets
De nombreux projets émanent également du CDLI, tel Oracc (Open Richly Annotated Cuneiform Corpus), utilisant la licence Creative Commons dans un effort d’ouverture et de collaboration internationale dans un environnement de travail et d’outils pour le développement du cunéiforme et des annotations riches pour permettre la recherche scientifique. On y retrouve des articles scientifiques et des interprétations de textes en plusieurs langues, choisis des centaines de collections disponibles sur le site du CDLI. D’ailleurs, tout ce qui est ajouté à Oracc se retrouve automatiquement sur le site du CDLI, étant la plus large base de données portant sur les écrits cunéiformes. 
Le projet Digital Hammurabi de l’université Johns-Hopkins a aussi permis, depuis ses recherches en 1999, de développer plusieurs techniques de numérisation 3D et même des algorithmes spécifiques à la reconstruction 3D et la visualisation des tablettes cunéiformes. 

### Techniques d’imagerie numérique

#### Encodage des images en XML (avec métadonnées)
Il s’agit d’une programmation, un encodage pour la gestion d’une bibliothèque numérique. Par souci de conformité aux diverses bibliothèques numériques, ce format permet d’inclure des descriptions associées aux images vectorielles en plus de créer des catégories, des critères de recherche, des collections et un nombre infini d’informations pertinentes à la recherche. 

#### RTI (Reflectance Transformation Imaging)
Le CDLI utilise un outil de visualisation d'images développé par Gianpaolo Palma du CNR-ISTI. Cet outil RTI (Reflectance Transformation Imaging) disponible en ligne permet de conserver une très haute qualité d’image (PTM et HSH), tout en modifiant les angles de la lumière et des ombres, en utilisant la souris comme source de lumière, en cliquant sur l’image à différents endroits. Ceci permet de mieux saisir l’aspect tridimensionnel des tablettes et d’y apercevoir des détails impossibles à voir en 2D quand la lumière provient d'une source unique. 

Les principales collections du CDLI sont disponibles en plusieurs formats, dont le format RTI web qui apparaît sous forme de lien. Une fois le lien ouvert, une page s’ouvre et les outils se trouvent à gauche, dont l’ampoule et les zoom.

## Humanités numériques (Digital humanities)
Dans cette ère du numérique, plusieurs façons de faire et domaines changent et l’assyriologie n’y échappe pas, comme le prouve le CDLI par ses efforts de diffusion des écrits accessibles à tous. Non seulement des techniques photographiques pour mieux se représenter les tablettes ont dû être développées, mais un tout autre champ de compétences s’est associé, celui des humanités numériques. Elles servent à interpréter de nombreuses données, tel du texte, et en ressortir des graphiques et des analyses de toutes sortes, c’est-à-dire des données quantitatives pour une meilleure analyse qualitative. Étant donné la quantité massive de tablettes disponibles, cette nouvelle expertise pourrait bien être la clé pour décoder encore plus rapidement les mystères du sumérien et de l’akkadien, qui sommeillaient jusqu’à la fin du XVIIIe siècle. Longtemps hermétiques, les champs des sciences humaines, technologies et sciences s’allient à travers les humanités numériques.
Le NEH (National Endowment for the Humanities) est d’ailleurs un partenaire majeur dans ce domaine pour le CDLI, étant une agence fédérale indépendante des États-Unis créée en 1965. Elle finance la majorité des programmes reliés aux sciences humaines avec un accent sur l’histoire, les langues et communications et l’éducation. C’est donc grâce à la participation financière de la NEH, conjointement avec la NSF (National Science Foundation) que la base de données a pu être construite à ses débuts dans le projet de numérisation des bibliothèques (Digital Libraries Initiative). 